# Márcio Zimmermann
Márcio Zimmermann (Blumenau, 1 de julho de 1956) é um engenheiro eletricista brasileiro. Foi o ministro de Minas e Energia em 2010. Engenheiro eletricista por formação, Zimmermann é empregado de carreira da Eletrosul desde agosto de 1980, onde exerceu vários cargos técnicos e gerenciais.

## Biografia
Catarinense, é formado em engenharia elétrica pela Pontifícia Universidade Católica do Rio Grande do Sul (PUC/RS) e pós-graduado em engenharia de sistemas elétricos pela Escola Federal de Engenharia de Itajubá, com mestrado em Engenharia Elétrica pela Pontifícia Universidade Católica do Rio de Janeiro (PUC-Rio). Zimmermann é funcionário da Eletrobras Eletrosul, desde 1980, pela qual foi diretor de Produção e Comercialização e diretor técnico na década de 1990. Exerceu diversos cargos técnicos e gerenciais no setor elétrico brasileiro. Foi diretor de Pesquisa e Desenvolvimento do Centro de Pesquisas de Energia Elétrica (CEPEL) e diretor de Engenharia da Eletrobras. Atualmente, preside o Conselho de Administração da Eletrobras e é membro do Conselho de Administração da Petrobras.

### Ministério de Minas e Energia
Desde 2005 ocupou a Secretaria de Planejamento e Desenvolvimento Energético do MME, no governo de Luiz Inácio Lula da Silva. Foi promovido ao cargo de ministro de Minas e Energia em 31 de março de 2010 após a saída de Edison Lobão.
Também ocupou o cargo de secretário-executivo do Ministério de Minas e Energia.